# Gaëtan Charbonnier
Gaëtan Charbonnier (Saint-Mandé, Francia, 27 de diciembre de 1988) es un futbolista francés que juega como delantero en el S. C. Bastia de la Ligue 2 de Francia.

## Trayectoria
Inició su carrera en el Campeonato Francés Amateur junto al S. O. Châtellerault durante la temporada 2007-08, en la que jugó veintisiete partidos y convirtió once goles, lo que impresionó lo suficiente para que lo contratara el P. S. G.  Después de jugar en la temporada siguiente con el Paris Saint Germain B, y tras anotar doce tantos en veintisiete encuentros, el jugador ganó el derecho a entrenar con el primer equipo. Pero, al verse imposibilitado de jugar en este, dejó el club y firmó en junio del 2009 un contrato de cuatro años con el Angers S. C. O.
Montpellier H. S. C.
Tras una buena temporada 2011-12 con el Angers, el 20 de junio de 2012 firmó un contrato de cuatro años con el Montpellier H. S. C. A su llegada dijo: «Estoy muy feliz de llegar aquí en Montpellier. Me incorporé al campeón de Francia y sé que hay muchas competiciones por jugar. El proyecto que me ofrecieron fue muy interesante y es por eso estoy aquí. Me siento orgulloso de ser un jugador del Montpellier y me pongo estos colores con gran alegría». El 28 de julio de 2012 debutó con el club en la Supercopa de Francia, luego de ingresar en el minuto setenta y cinco por Emanuel Herrera. Eso sí, su participación en el partido no fue la mejor, debido a que se perdió una oportunidad clara en los minutos finales del partido, y porque falló su lanzamiento en la definición a penales, la cual dejó como campeón al Olympique de Lyon, que venció en aquella instancia por 4-2. Tras entrar en los segundos tiempos de algunos encuentros de la Ligue 1, jugó su primer partido en la Liga de Campeones de la UEFA contra el Olympiacos, encuentro en el que además convirtió el único tanto de su equipo, que perdió 2-1.

## Estadísticas
Clubes
 Actualizado el 17 de mayo de 2024.
| S. O. Châtellerault Francia | 2007-08       | 4.ª           | 27  | 11  | 0  | 0  | — | — | 27  | 11  |
| S. O. Châtellerault Francia | Total club    | Total club    | 27  | 11  | 0  | 0  | 0 | 0 | 27  | 11  |
| Paris Saint Germain II Francia | 2008-09       | 4.ª           | 29  | 13  | —  | —  | — | — | 29  | 13  |
| Paris Saint Germain II Francia | Total club    | Total club    | 29  | 13  | 0  | 0  | 0 | 0 | 29  | 13  |
| Angers S. C. O. Francia | 2009-10       | 2.ª           | 26  | 3   | 4  | 3  | — | — | 30  | 6   |
| Angers S. C. O. Francia | 2010-11       | 2.ª           | 34  | 8   | 8  | 1  | — | — | 42  | 9   |
| Angers S. C. O. Francia | 2011-12       | 2.ª           | 30  | 12  | 5  | 4  | — | — | 35  | 16  |
| Angers S. C. O. Francia | Total club    | Total club    | 90  | 23  | 17 | 8  | 0 | 0 | 107 | 31  |
| Montpellier H. S. C. Francia | 2012-13       | 1.ª           | 26  | 4   | 5  | 1  | 3 | 1 | 34  | 6   |
| Montpellier H. S. C. Francia | Total club    | Total club    | 26  | 4   | 5  | 1  | 3 | 1 | 34  | 6   |
| Stade de Reims Francia | 2013-14       | 1.ª           | 30  | 5   | 3  | 0  | — | — | 33  | 5   |
| Stade de Reims Francia | 2014-15       | 1.ª           | 33  | 6   | 2  | 1  | — | — | 35  | 7   |
| Stade de Reims Francia | 2015-16       | 1.ª           | 22  | 4   | 1  | 1  | — | — | 23  | 5   |
| Stade de Reims Francia | 2016-17       | 2.ª           | 18  | 3   | 2  | 2  | — | — | 20  | 5   |
| Stade de Reims Francia | Total club    | Total club    | 103 | 18  | 8  | 4  | 0 | 0 | 111 | 22  |
| Stade Brestois 29 Francia | 2017-18       | 2.ª           | 25  | 9   | 3  | 2  | — | — | 28  | 11  |
| Stade Brestois 29 Francia | 2018-19       | 2.ª           | 37  | 27  | 5  | 3  | — | — | 42  | 30  |
| Stade Brestois 29 Francia | 2019-20       | 1.ª           | 26  | 4   | 3  | 2  | — | — | 29  | 6   |
| Stade Brestois 29 Francia | 2020-21       | 1.ª           | 36  | 6   | 2  | 0  | — | — | 38  | 8   |
| Stade Brestois 29 Francia | Total club    | Total club    | 124 | 46  | 13 | 7  | 0 | 0 | 137 | 53  |
| A. J. Auxerre Francia | 2021-22       | 2.ª           | 34  | 17  | 2  | 0  | — | — | 36  | 17  |
| A. J. Auxerre Francia | 2022-23       | 1.ª           | 6   | 1   | —  | —  | — | — | 6   | 1   |
| A. J. Auxerre Francia | Total club    | Total club    | 40  | 18  | 2  | 0  | 0 | 0 | 42  | 18  |
| A. S. Saint-Étienne Francia | 2022-23       | 2.ª           | 7   | 3   | —  | —  | — | — | 7   | 3   |
| A. S. Saint-Étienne Francia | 2023-24       | 2.ª           | 18  | 1   | 2  | 2  | ― | ― | 20  | 3   |
| A. S. Saint-Étienne Francia | Total club    | Total club    | 25  | 4   | 2  | 2  | 0 | 0 | 27  | 6   |
| S. C. Bastia Francia | 2023-24       | 2.ª           | 16  | 1   | —  | —  | — | — | 16  | 1   |
| S. C. Bastia Francia | Total club    | Total club    | 16  | 1   | 0  | 0  | 0 | 0 | 16  | 1   |
| Total carrera | Total carrera | Total carrera | 480 | 138 | 47 | 22 | 3 | 1 | 530 | 161 |
| (1)Incluye datos de la Copa de Francia (2009/10, 2010/11 y 2011/12) y de la Copa de la Liga de Francia (2009/10, 2010/11 y 2011/12). (2)Incluye datos de la Liga de Campeones de la UEFA (2012/13). |               |               |     |     |    |    |   |   |     |     |